# کورنباخ
کورنباخ (به آلمانی: Kürnbach) یک شهر در آلمان است که در کارلسروهه واقع شده‌است. کورنباخ ۲٬۴۲۷ نفر جمعیت دارد.